# Château des Jaubertes
Le château des Jaubertes est une demeure médiévale située sur la commune de Saint-Pardon-de-Conques, dans le département de la Gironde, en France.

## Localisation
Le château est situé au nord du bourg de Saint-Pardon, à proximité du lieu-dit Majureau, le long du chemin vicinal qui longe la Garonne entre Saint-Pierre-de-Mons et Saint-Loubert.

## Historique
Le château des Jaubertes, initialement construit vers 1480 par les seigneurs de Castets-en-Dorthe en style gothique flamboyant a été modifié aux XVIe et XVIIe siècles, excepté la tour d’angle. En 1594, il devient propriété d'Isabeau de La Chassaigne, veuve de Raymond de Pontac, premier président du Parlement de Bordeaux.

Le domaine est aujourd'hui un domaine viticole entouré d'un vignoble de 24 hectares qui produit du vin de Bordeaux Graves AOC.

L'édifice a été inscrit au titre des monuments historiques par arrêté du 4 août 1978 pour son pigeonnier, ses façades et ses toitures.